# Шубарколь комир
«Шубарколь комир» — акционерное общество, является одним из крупнейших в Казахстане производителей энергетического угля.
Шубарколь (от казахского шұбар — пятнистый, көл — озеро) — пятнистое озеро.
Деятельность АО «Шубарколь комир» также охватывает карьеры по добыче строительного камня, переработку угля, эксплуатацию подъездных путей, железнодорожные перевозки, маневровые работы, а также добычу и продажу воды.

## Собственники
По состоянию на 1 октября 2012 года:
| Наименование держателя | Количество акций | Доля    |
| ---------------------- | ---------------- | ------- |
| ENRC N.V.              | 2 638 103        | 72,54 % |
| ТНК «Казхром»          | 879 669          | 24,19 % |

## Показатели
По состоянию на 1 июля 2008 года «Шубаркуль» владел 1,419 миллиарда тонн измеренных и разведанных запасов угля.
Добыча в 2007 году составила примерно 6,1 миллиона тонн угля или свыше 6 % от общего производства угля в Казахстане в 2007 году.
В 2007 году компания реализовала примерно 161 тысячу тонн полукокса.
В 2018 году АО «Шубарколь комир» достигло максимального показателя добычи за историю предприятия, добыв 11 млн 600 тыс. тонн угля.
По состоянию на июль 2020 года предприятием добыто 180 млн тонн угля и поднято 500 млн кубометров вскрыши за все время разработки разреза.
АО «Шубарколь комир» владеет правами и лицензиями на добычу энергетического угля на Шубаркульском месторождении, расположенном в Центральном Казахстане.
На 01.10.09
- Совокупные активы 19103233 тыс. тенге
- Чистая прибыль 4204261 тыс. тенге
- Собственный капитал 9502695 тыс. тенге

## История
Основан в 1985 как Шубаркольский угольный разрез в городе Караганда.

### ОАО «Шубаркольский разрез»
1996 — основано предприятие ОАО «Шубаркольский разрез»
22 января 1996 года путём заключения лизингового договора с фирмой «Глобал Минерал Резервс» осуществлена продажа 90 % госпакета акций в рассрочку, поскольку все лизинговые платежи согласно договору засчитываются в счет выкупных платежей. Лизинговый проект одобрил тогдашний министр энергетики и угольной промышленности Виктор Храпунов.
23 апреля 1996 года руководитель ГКИ (Госкомимущество) направил на имя премьера А. Кажегельдина письмо с просьбой расторгнуть контракт с «Глобал Минерал», поскольку обещанные БелАЗы не поступили, а задолженность по зарплате погашена самим разрезом.
26 апреля 1996 А. Кажегельдин отписал письмо N 5440: "Храпунову В., Нефедову П. «Разберитесь». Далее: «Проверить, привести в соответствие все договора по разрезу…»
8 мая 1996 — министр Храпунов подтвердил достоверность фактов из письма ГКИ от 23 апреля 1996.
4 июня 1996 представление Генпрокуратуры № 20-10-71-96 от 04.06.96 г.:
«Устранить выявленные нарушения закона, для чего решить вопрос о расторжении договора лизинга…»
13 июня 1996 аким Карагандинской области Пётр Нефёдов в письме премьеру писал:
«Выполнение компанией „Глобал Минерал Резерве, Инк“ условий лизинга государственного пакета акций АО „Шубаркольский разрез“ постоянно контролируется Карагандинским теркомом по управлению госимуществом.
Проверкой установлено, что компанией во исполнение п.3 договора полностью в течение месяца после его заключения погашена задолженность по заработной плате работников АО „Шубаркольский разрез“…
…Анализ работы АО „Шубаркольское“ свидетельствует о значительном улучшении производственных
показателей за период с момента передачи в лизинг компании „Глобал“».
28 июня 1996 Х. Кусаинов писал на имя Г. Штойка
«…На основании изложенного и противоречивого содержания писем Минэнергоугольпрома и акима Карагандинской области отдел экономической политики считает целесообразным поручить ГКИ совместно с Минэнсргоугольпромом и представителями акима проверить выполнение корпорацией „Глобал Минерал“ своих обязательств и представить отчет в правительство».
10.07.1996 МинЮст установил документом № 4/9 — б/и от 10.07.96 года:
«… первоначальная цена такого объекта, как разрез „Шубаркольский“, должна оцениваться гораздо большей суммой, чем 30 млн долларов США».
В декабре 1997 года Департаменту госимущества и приватизации удалось вытащить «Глобал Минерал Резервс» на отчет, результатом которого было постановление № 63 Департамента госимущества и приватизации, предписывающее Карагандинскому теркому по управлению госимуществом расторгнуть в установленном законом порядке договор лизинга с компанией «Глобал Минерал».

### ОАО «Шубаркольское погрузочно-транспортное управление»
ОАО «Шубаркольское погрузочно-транспортное управление» основано в 1996.
Ему принадлежит железнодорожное хозяйство протяженностью 145 километров.
С 28 декабря 1998 года АО «Шубаркольское погрузочно-транспортное управление» г. Караганда допущено к торгам на KASE в секторе «Нелистинговые ценные бумаги».

### АО «Шубарколь комир»
В 2002 году учреждено АО «Шубарколь комир» путём слияния двух компаний ОАО «Шубаркольский разрез» и ОАО «Шубаркольский погрузочно-транспортное управление»
31 октября 2008 года АО «Шубарколь комир» зарегистрировано на Казахстанской фондовой бирже.
16 февраля 2009 года холдинг ENRC приобрело 25 % пакета акций АО «Шубарколь комир» на открытых торгах на Казахстанской фондовой бирже за 200 миллионов долларов США наличными за вычетом 25 % чистой суммы долга. Группа ENRC имеет преимущественное право и опцион покупателя на приобретение оставшихся 75 % АО «Шубарколь комир».

## Деятельность
Объём добычи угля в 2018 году составил 11,6 млн тонн.
К июлю 2020 года добыто 180 млн тонн угля и поднято 500 млн кубометров вскрыши с момента начала освоения Шубаркольского месторождения.
В 2020 году АО «Шубарколь комир» планирует добыть более 12 млн тонн угля.

### ТОО «Сары-Арка Спецкокс»
На базе углей Шубаркольского месторождения работает завод по производству спецкокса, потребителями которого являются компании Казахстана и России — «Казхром», «АрселорМиттал Темиртау», «Казфосфат», «Казцинк», Серовский завод ферросплавов. Годовая мощность завода — 300 тысяч тонн спецкокса. Побочный продукт переработки угля — коксовый газ, сжигается на местной мини-ТЭС (ГПУ), вырабатывающей 2 МВт электроэнергии. Состав оборудования ГПУ: 4 установки Shengdong 500GF-6PWJ (Китай) мощностью по 0,5 МВт.
В настоящее время коксо-химический завод входит в структуру предприятия как Управление по коксо-химическому производству.